# Ascalaphe (insecte)
Libelloides
Pour les articles homonymes, voir Ascalaphe.
Genre
Le genre Libelloides regroupe les « ascalaphes » rattachés précédemment au genre Ascalaphus. Ce sont des insectes névroptères de la famille des ascalaphidés.
On appelle aussi « ascalaphes » des insectes appartenant à des genres voisins comme Bubopsis, Deleproctophylla, Puer. 

## Description
Les ascalaphes présentent un corps trapu, leurs antennes sont longues, à l'extrémité en massue. Les mâles ont des valves très développées.
Diurnes, au vol rapide et ondoyant à 2 ou 3 mètres de hauteur, ils capturent les mouches et autres petits insectes en vol.
Se chauffent au soleil sur les plantes, ailes étalées. Vivent dans des biotopes chauds et secs.
Les larves semblables à celles des fourmilions vivent sur le sol, dans la litière et sous les pierres.

## Liste d'espèces
Selon BioLib (11 décembre 2021) :
- Libelloides baeticus (Rambur, 1842)
- Libelloides coccajus (Denis et Schiffermüller, 1775) - l'ascalaphe soufré
- Libelloides cunii Sélys-Longchamps, 1880
- Libelloides hispanicus (Rambur, 1842)
- Libelloides ictericus (Charpentier, 1825)
- Libelloides jungei Aistleitner, 1982
- Libelloides lacteus (Brullé, 1832) - l'ascalaphe blanc
- Libelloides latinus (Lefebvre, 1842)
- Libelloides longicornis (Scopoli, 1763) - l'ascalaphe commun
- Libelloides macaronius (Scopoli, 1763) - l’ascalaphe bariolé
- Libelloides ramburi (McLachlan, 1875)
- Libelloides rhomboides (Schneider, 1845)
- Libelloides sibiricus (Eversmann, 1850)
- Libelloides siculus (Angelini, 1827)
- Libelloides syriacus (McLachlan, 1871)
- Libelloides tadjicus (Luppova, 1973)
- Libelloides ustulatus (Eversmann, 1850)